# Paide MK
Paide MK – estoński klub szachowy z siedzibą w Paide, czterokrotny mistrz kraju.

## Historia
Klub został założony w 1977 roku z inicjatywy Vello Talviste. W latach 90. Paide MK był czołowym klubem szachowym w Estonii. W sezonie 1992 zdobył wicemistrzostwo kraju, a w latach 1993–1996 cztery razy z rzędu zdobył tytuł mistrzowski. Ponadto trzykrotnie Paide MK uczestniczył w rozgrywkach o Puchar Europy. W sezonie 1994 estoński zespół wygrał ze Slovanem Bratysława, następnie przegrał z Kaisė Wilno i wygrał ze Stilonem Gorzów Wielkopolski i zajął trzecie miejsce w grupie. W roku 1995 klub odniósł zwycięstwo nad SS Manhem, przegrał z Poljotem Czelabińsk i wygrał z Guildford Chess Club i ponownie w fazie grupowej został sklasyfikowany na trzeciej pozycji. W roku 1996 zespół wygrał z CE Strasbourg, po czym przegrał z KSK Rochade Eupen-Kelmis i Agrouniverzalem Zemun. W fazie grupowej Paide MK zajął wówczas czwarte miejsce. W okresie gry klubu w Pucharze Europy jego zawodnikami byli m.in. Jaan Ehlvest, Olav Sepp, Oļegs Krivonosovs, Kaido Külaots i Tarvo Seeman. Pod koniec lat 90. z przyczyn finansowych klub zakończył działalność. W 2009 roku nastąpiła reaktywacja klubu.